# وليام سميث (ممثل)
وليام سميث (بالإنجليزية: William Smith)‏ ، من مواليد 24 مارس عام 1933م، وهو ممثل أمريكي وعسكري سابق بدأ مهنته الفنية عام 1942م، شارك في الحرب الكورية عام 1950م، شارك بعدة أفلام وبرامج تلفزيونية، ومنها مسلسل ذا آيه-تيم (The A-Team).

## وصلات خارجية
- وليام سميث على موقع IMDb (الإنجليزية)
- وليام سميث على موقع ألو سيني (الفرنسية)
- وليام سميث على موقع أول موفي (الإنجليزية)
- وليام سميث على موقع قاعدة بيانات الأفلام السويدية (السويدية)
- وليام سميث على موقع إن إن دي بي (الإنجليزية)
- وليام سميث على موقع قاعدة بيانات الفيلم (الإنجليزية)
- وليام سميث على موقع كينوبويسك (الروسية)